# Орлов, Владимир Георгиевич
Владимир Георгиевич Орлов (1887—1962) — российский и советский художник-иллюстратор, автор художественных экслибрисов.
Брат известной актрисы немого российского и затем советского кино — Веры Георгиевны Орловой (Аренской) (1894—1977).
Поступает в начале века в Строгановское училище. С 1910 года работал в Италии и Швейцарии в числе многих пенсионеров Академии Художеств. Серия акварелей, этого периода хранится в нескольких российских музеях.
Участвовал в выставках музея Бахрушина в Москве, творческого Объединения «Жар-цвет» (1923—1929), в основе которого композиция, реализм, цветовая гармония, художественное мастерство.
С начала 20-х годов, проживая в Москве, занимается рекламой.

## Плакаты
- Издательства Союза С.С.Р. : [рекламные модули издательств и их печатной продукции] : [плакат] / Издание «Центрального Издательства Союза С.С.Р.» ; Худож. В. Орлов. — Москва 1924.

- Мы даем нашим подписчикам : Газеты: … Журналы: … : [Плакат] Худож. Вл. Орлов ; Издание Центриздата. — Москва 192

В 1920-30-е годы автор этикеток для папиросных пачек: «Культура», «Гурзуф», «Великий Новгород», «Народные».
Автор рекламных эмблем: «Игра в шашки» (миниатюра). «Тир» (миниатюра), мыло «Гюль Джихай». Пудра «Аэро». Реклама трубочного табака «Шербет». Реклама — «Шоколад Октябренок. Изготавливается по особому заказу „ДЕКА“ на фабриках Моссельпром Москва». 1920-е.
К концу двадцатых начала тридцатых годов иллюстрирует несколько книг изданных ГИЗ, в Москве и Ленинграде.

## Иллюстрации
- Май и Октябрина : Сказка, которую рассказали Лев Зилов и Вл. Орлов : [В стихах] / [Рис. Вл. Орлова]. — [Москва] : [б. и.], 1924 (Мосполиграф). — 46 с. : ил.; 20х27 см.

- Аргашев, Сергей. I. Парида (повесть IX в). II. Цветы на льду (дагестанская лирика). III. Песни о вождях / Предисловие В. Я. Брюсова. В издат. обложке работы Вл. Орлова — Москва : Всесоюз. науч. ассоциация Востоковедения, 1924. — 80 с.; 18 см.

- Зилов, Лев Николаевич. Теремок : Народная сказка / В пересказе Льва Зилова ; Рис. Вл. Орлова. — Москва : И. Кнебель, 1924. — [16] с.

- Добрянский, Владимир Николаевич. Обманутые звезды : Восточная сказка : [Сюжет заимствован у Ахундова] / Рис. Вл. Орлова. — Москва : «Современные проблемы» Н. А. Столляр, 1925. — 16 с. : ил.; 34 см.

- Аренский, П. Ночь : [Стихи для детей] / Рис. Вл. Орлова. — [Москва] : Молодая гвардия, [1927] (Л. : типо-лит. им. Евг. Соколовой). — [11] с. : красочн. ил.; 20х14 см.

- Фердинандов, Василий Владимирович. Подготовка кур и яиц для выгодного сбыта за границу. Обложка: В. Орлова. — Москва; Ленинград: Гос. изд-во, 1927. 32 с.

- Смирнов, Николай Александрович. Ислам и современный Восток. Под ред. проф. А. А. Рейснера ; Обложка: Вл. Орлов ; Центр. совет союзов безбожников СССР. — Москва : акц. изд-ское о-во «Безбожник», 1928

- Щукин, Н. И. Мужчина и женщина в половой жизни — 2-е изд. — Москва; Ленинград: Гос. изд-во, 1928. 59 с.

- Ужгин, Семен Семенович. Родная быль Ленинград: Гос. изд-во, 1928 — 32 с.

- Васька и Какваска : Стихи Гр. Градова / Рис. Вл. Орлова. — [Москва : изд-ское акц. о-во «Безбожник»], [1929]

- Смирнов, Николай Александрович. Чадра: (Происхождение покрывала мусульманской женщины и борьба с ним) / Обложка: Вл. Орлов ; Центр. совет союзов безбожников СССР. — Москва : издат. акц. о-во «Безбожник», 1929

- Смирнов, Николай Александрович. Мусульманское сектантство ; Обложка: Вл. Орлов ; Центр. совет Союза воинствующих безбожников СССР. — Москва : акц. изд-ское о-во «Безбожник», 1930 — 53 стр.

- Пушкин А. Медный всадник. (Дешевая библиотека классиков). ГИЗ. 1930 Орлов В. Г. автор обложки.

- Виниченко В. Талисман. ГИЗ. Эскиз обложки Орлов В. Г. 1930

## Выставки
В 2023 году в Церковном музее при Московской духовной академии (Сергиев Посад) состоялась выставка «Из забытого… Русская архитектура в рисунках Владимира Орлова».
В музее Московской духовной академии хранится более ста акварельных рисунков Владимира Григорьевича Орлова, посвященных русской храмовой архитектуре. В начале XX века Орлов зафиксировал облик новгородских, псковских, угличских церквей. 1920—1930 годами помечены виды храмов Ростова Великого, Костромы, Ярославля, Вологды. Последние работы мастера — виды Троице-Сергиевой лавры, датированы 1959 годом.
«Работы Владимира Орлова живые, видно, что он с любовью и вниманием рассматривает маленькие церквушки, большие монастыри и делится своими впечатлениями. Зритель как будто бы чувствует свежесть и прозрачность воздуха, умиляется красоте родного русского храма. Многие памятники, изображенные Орловым, до наших дней не сохранились».
Умер в Москве, похоронен на Новодевичьем кладбище.

## Музеи
- «Государственный музей изобразительных искусств имени А. С. Пушкина»
- Музейное объединение «Музей Москвы»
- «Государственный центральный музей современной истории России»
- «Козьмодемьянский культурно-исторический музейный комплекс»
- «Рязанский государственный областной художественный музей им. И. П. Пожалостина»
- Музей христианского искусства при Московской Духовной Академии (Сергиев Посад)
- Историко-этнографический музей-заповедник «Шушенское»
- «Тотемское музейное объединение»